# 穆罕默德二世大橋
穆罕默德二世大桥（土耳其語：Fatih Sultan Mehmet Köprüsü），又被称作第二博斯普鲁斯大桥，是一座位于土耳其伊斯坦堡的跨海大桥，大桥跨越博斯普鲁斯海峡并连接欧洲与亚洲，大桥奠基于1986年，1988年3月7日建成，是当时世界第5长悬索桥，现在排名第19。
大桥命名来源于15世纪奥斯曼帝国苏丹穆罕默德二世。大桥承载欧洲E80公路、泛亚公路1号线、泛亚公路5号线以及土耳其O-2公路。